# 2947 Kippenhahn
A 2947 Kippenhahn (ideiglenes jelöléssel 1955 QP1) a Naprendszer kisbolygóövében található aszteroida. Ingrid van Houten-Groeneveld fedezte fel 1955. augusztus 22-én.